# Carios mimon
Carios mimon är en fästingart som beskrevs av Kohls, Clifford och Jones 1969. Carios mimon ingår i släktet Carios och familjen mjuka fästingar. Inga underarter finns listade.